# Валья
Валья (італ. Vaglia) — муніципалітет в Італії, у регіоні Тоскана, метрополійне місто Флоренція.
Валья розташована на відстані близько 250 км на північний захід від Рима, 16 км на північ від Флоренції.
Населення — 5042 особи (2014).
Щорічний фестиваль відбувається 29 червня. Покровитель — святий Петро.

## Демографія
Населення за роками:

Станом на 1 січня 2023 року в муніципалітеті офіційно проживало 358 іноземців з 53 країн, серед них 138 громадян країн Євросоюзу та 4 громадяни України.

## Сусідні муніципалітети
- Борго-Сан-Лоренцо
- Каленцано
- Ф'єзоле
- Скарперія-е-Сан-П'єро
- Сесто-Фьорентіно